# Mixoparthenos
Mixoparthenos (altgriechisch Μιξοπάρθενος Mixopárthenos, deutsch ‚Halbjungfrau‘) ist ein Mischwesen in der griechischen Mythologie, halb Schlange, halb Frau.
Nach Herodot entführte sie die Pferde des schlafenden Herakles und gab sie ihm erst zurück, als dieser mit ihr schlief. Daraus gingen drei Söhne hervor, von denen sie auf Anraten des Herakles denjenigen bei sich behielt, der später als Erwachsener den Bogen seines Vaters spannen konnte, für ihn hinterließ Herakles eine Phiale. Der, der den Bogen spannen konnte, war Skythes und wurde der Stammvater der Skythen, die deshalb eine Phiale an ihrem Gürtel trugen. Die beiden anderen, Agathyrsos und Gelonos, schickte sie außer Landes.
Ferner werden die Sphinx und die Skylla Mixoparthenos genannt.